# Bart Gordon

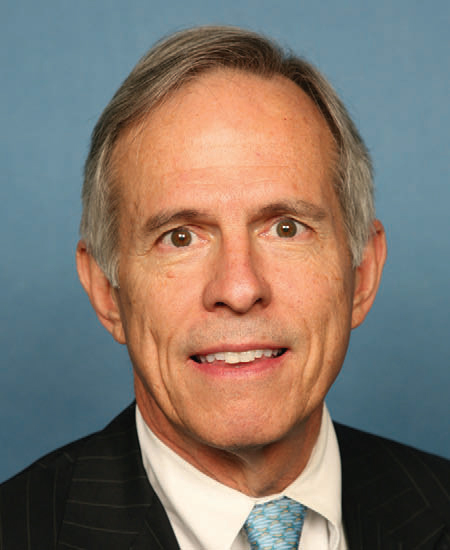
Bart Gordon (2009)

Barton Jennings „Bart“ Gordon (* 24. Januar 1949 in Murfreesboro, Tennessee) ist ein US-amerikanischer Politiker der Demokratischen Partei. Er war von 1985 bis 2011 Mitglied des US-Repräsentantenhauses für Tennessee.

## Biografie
Nach dem Besuch der Murfreesboro Central High School studierte er von 1967 bis 1971 an der Middle Tennessee State University und schloss dieses Studium mit einem Bachelor of Science (B.S.) ab. Ein anschließendes postgraduales Studium am College of Law der University of Tennessee beendete er 1973 mit einem Juris Doctor (J.D.). Zwischenzeitlich leistete er 1971 bis 1972 seinen Militärdienst in der US Army und begann 1973 nach der Zulassung eine Tätigkeit als Rechtsanwalt.
Seine politische Laufbahn begann Gordon 1979 als Verwaltungsdirektor der Demokratischen Partei von Tennessee, deren Vorsitzender er dann von 1981 bis 1983 war.
1984 wurde er als Nachfolger von Al Gore erstmals als Abgeordneter ins US-Repräsentantenhaus gewählt und vertrat dort nach zwölf anschließenden Wiederwahlen bis zum 3. Januar 2011 den sechsten Wahlbezirk Tennessees. Von 2007 bis 2011 war Bart Gordon Vorsitzender des Ausschusses für Wissenschaft und Technologie (US House Committee on Science and Technology). Des Weiteren war er zuletzt Mitglied im Ausschuss für Energie und Handel (House Committee on Energy and Commerce). Daneben gehörte er der Blue Dog Coalition an, einem finanz- und gesellschaftspolitisch moderat konservativen eingestellten Bündnis von Abgeordneten der Demokratischen Partei.